# Aphthona moralesi
Aphthona moralesi is een keversoort uit de familie bladkevers (Chrysomelidae). De wetenschappelijke naam van de soort werd in 1965 gepubliceerd door Madar & Madar.